# Paso de la Mina 3ra. Sección
Paso de la Mina 3ra. Sección är en ort i Mexiko.   Den ligger i kommunen Huimanguillo och delstaten Tabasco, i den sydöstra delen av landet, 600 km öster om huvudstaden Mexico City. Paso de la Mina 3ra. Sección ligger 15 meter över havet och antalet invånare är 1 087.
Terrängen runt Paso de la Mina 3ra. Sección är mycket platt. Runt Paso de la Mina 3ra. Sección är det ganska glesbefolkat, med 45 invånare per kvadratkilometer. Närmaste större samhälle är C-32, 17,4 km öster om Paso de la Mina 3ra. Sección. Trakten runt Paso de la Mina 3ra. Sección består till största delen av jordbruksmark.